# Dicronychus freudei
Dicronychus freudei is een keversoort uit de familie kniptorren (Elateridae). De wetenschappelijke naam van de soort is voor het eerst geldig gepubliceerd in 2007 door Platia & Gudenzi.